# Salo Wittmayer Baron
Salo Wittmayer Baron (ur. 26 maja 1895 w Tarnowie, zm. 25 listopada 1989 w Nowym Jorku) – amerykański historyk żydowskiego pochodzenia, urodzony w Polsce. Uznawany za „największego żydowskiego historyka XX wieku”, Baron wykładał na Uniwersytecie Columbia od 1930 roku aż do swojej rezygnacji w 1963 roku.

## Życiorys
Baron urodził się w Tarnowie, który wtedy był częścią państwa austro-węgierskiego. Rodzina Baronów była ortodoksyjna, wykształcona i zamożna. Należała do żydowskiej elity Galicji. Jego ojciec był bankierem i prezesem gminy żydowskiej w Tarnowie, liczącej ponad 16 tys. osób. Pierwszym językiem Barona był polski, ale w dalszym życiu opanował ich łącznie dwadzieścia, w tym jidysz, biblijny i nowożytny hebrajski, francuski, angielski i niemiecki. Słynął z tego, że swobodnie dawał wykłady w pięciu różnych językach bez korzystania z notatek. Rozpoczął studia na Uniwersytecie Jagiellońskim w Krakowie, by po roku przenieść się do Wiednia na tamtejszy uniwersytet, gdzie uzyskał trzy doktoraty: w 1917 r. z filozofii, w 1922 r. z politologii i w 1923 r. z prawa. W 1920 r. został również wyświęcony na rabina, po studiach w Żydowskim Seminarium Teologicznym w Wiedniu. Ten ostatni punkt w jego naukowym życiorysie umożliwił mu w 1926 r. pracę w Żydowskim Kolegium Pedagogicznym w Wiedniu. Baron uległ jednak namowom rabina Stephena S. Wise’a z Nowego Jorku i przeniósł się do tamtejszego Żydowskiego Instytutu Religijnego.
W 1929 r. Baron został powołany na stanowisko „Nathan L. Miller Professor of Jewish History, Literature and Institutions”, profesora judaistyki, na Columbii. Moment ten uznaje się za symboliczny początek badania historii Żydów w amerykańskim środowisku akademickim. W 1934 r. poślubił Jeannette Meisel, która rok wcześniej zaczęła uczęszczać do niego na konsultacje w sprawie swojej dysertacji z ekonomii. Jeannette Baron blisko współpracowała z mężem w jego pracy naukowej i jest współautorką kilku jego monografii.
24 kwietnia 1961 r. prof. Baron zeznawał na procesie Adolfa Eichmanna w Jerozolimie, wyjaśniając historyczną genezę niemieckiego ludobójstwa na Żydach. Rodzice Barona oraz jedna z jego sióstr zginęli w Holocauście.
Zmarł w wieku 94 lat w Nowym Jorku. Na jego cześć na Uniwersytecie Columbia została utworzona katedra judaistyki jego imienia.